# Juan Uribe
Juan Uribe (Sabana Grande de Palenque, 22 de março de 1979) é um jogador profissional de beisebol estadunidense.

## Carreira
Juan Uribe foi campeão da World Series 2010 jogando pelo San Francisco Giants.